# 2. hokejová liga SR 2005/2006
Sezóna 2005/2006 byla 13. ročníkem 2. slovenské hokejové ligy. Vítězem se stal tým HK Ružinov 99 Bratislava, který úspěšně postoupil do baráže o 1. hokejovou ligu, ve které uspěl. Z 1. ligy sestoupil tým HK Levice.

## Systém soutěže
Soutěž byla rozdělena do dvou skupin (západ a východ). Celkem se jich zúčastnilo 16 týmů, ve skupině západ a východ bylo po osmi družstev. Ve všech skupinách se hrálo 1x venku a doma. Bodový systém byl stejný z předešlé sezony, za výhru se získalo dva body, za remízu jeden bod a za prohru nezískal klub žádný bod. Nejlepší družstvo ze skupiny západ a východ postoupili do finálové části o postup. Vítězný tým postoupil do baráže o 1. ligu. Ze soutěže se nesestupovalo.

## Základní část

### Skupina západ
|  | Postupující o postup |

| Poř. | Tým                           | Z  | B  | V  | R | P  | Skóre  | +/– |
| ---- | ----------------------------- | -- | -- | -- | - | -- | ------ | --- |
| 1    | HK Ružinov 99 Bratislava      | 18 | 30 | 14 | 2 | 2  | 96:40  | +56 |
| 2    | HK Lokomotíva Nové Zámky      | 18 | 29 | 14 | 1 | 3  | 108:50 | +58 |
| 3    | HK MŠK Indian Žiar nad Hronom | 18 | 25 | 11 | 3 | 1  | 83:53  | +30 |
| 4    | Matterhorn Púchov             | 18 | 21 | 9  | 3 | 6  | 70:59  | +11 |
| 5    | HK TJ Iskra Partizánske       | 18 | 13 | 5  | 3 | 10 | 90:90  | 0   |
| 6    | HK 96 Nitra                   | 18 | 10 | 5  | 0 | 13 | 59:102 | −43 |
| 7    | MHK Šaľa                      | 18 | 10 | 5  | 0 | 13 | 48:118 | −70 |
| 8    | HC Zlaté Moravce              | 18 | 6  | 1  | 4 | 13 | 64:106 | −42 |

### Skupina Východ
|  | Postupující o postup |

| Poř. | Tým                  | Z  | B  | V  | R | P  | Skóre  | +/−  |
| ---- | -------------------- | -- | -- | -- | - | -- | ------ | ---- |
| 1    | MHK SkiPark Kežmarok | 18 | 31 | 15 | 1 | 2  | 128:45 | +83  |
| 2    | HKm Detva            | 18 | 28 | 13 | 2 | 3  | 114:48 | +66  |
| 3    | HC 46 Bardejov       | 18 | 22 | 11 | 0 | 7  | 99:72  | +27  |
| 4    | MHK Ružomberok       | 18 | 21 | 8  | 5 | 5  | 78:65  | +13  |
| 5    | HK Brezno            | 18 | 20 | 9  | 2 | 7  | 74:49  | +25  |
| 6    | HC Lučenec           | 18 | 10 | 4  | 2 | 12 | 63:124 | −61  |
| 7    | HK Dukla Michalovce  | 18 | 7  | 3  | 1 | 14 | 65:108 | −43  |
| 8    | MHK Sabinov          | 18 | 5  | 2  | 1 | 15 | 28:138 | −110 |

## O postup
- HK Ružinov 99 Bratislava - MHK SkiPark Kežmarok 2:0 (6:5Pp a 4:3)